# هکتور ریال
هکتور ریال (اسپانیایی: Héctor Rial‎؛ ۱۴ اکتبر ۱۹۲۸ – ۲۴ فوریهٔ ۱۹۹۱) یک بازیکن فوتبال و سرمربی اهل اسپانیا بود.

## باشگاهی
از باشگاه‌هایی که در آن بازی کرده‌است می‌توان به سن لورنزو، باشگاه فوتبال رئال مادرید، باشگاه فوتبال ناسیونال اروگوئه، المپیک مارسی، باشگاه فوتبال سانتا فه، اسپانیول اشاره کرد.

## تیم ملی
وی همچنین در تیم ملی فوتبال اسپانیا بازی کرده است.